# Adelbert Schulz
Adelbert Schulz (Berlim, 20 de dezembro de 1903 — Shepetivka, 28 de janeiro de 1944) foi um general da Alemanha durante a Segunda Guerra Mundial.

## Biografia
Entrou para a força policial como voluntário em 1925 e obteve a patente de (policial) Leutnant em 1934. Foi movido para o Exército no ano seguinte com a patente de Oberleutnant. Destacado para as tropas panzer, ele comandou uma companhia do Pz.Rgt. 25 em 1937, comando que segurou até o início da Segunda Guerra Mundial.
Ele subiu rapidamente entre as patentes, ascendendo em cinco anos para a patente de general no comando de uma divisão. Foi promovido para Oberstleutnant em 1 de Abril de 1943, Oberst em 1 de Novembro daquele mesmo ano e Generalmajor em 1 de Janeiro de 1944, quando tinha apenas 41 anos de idade. Durante este período ele comandou sucessivamente uma companhia do Pz.Rgt. 25 (6 de Junho de 1940), Pz.Rgt.25 (5 de Março de 1943) e a 7ª Divisão Panzer (1 de Janeiro de 1944).
Sua carreira meteórica encerrou na frente russa em 28 de Janeiro de 1945 quando ele foi morto em ação.

## Condecorações
Foi condecorado com a Cruz de Cavaleiro da Cruz de Ferro (29 de Setembro de 1940), com Folhas de Carvalho (31 de Dezembro de 1941, n° 47), Espadas (6 de Agosto de 1943, n° 33) e Diamantes (14 de Dezembro de 1943, n° 9).